# Черкаська ТЕЦ
Черка́ська теплоелектроцентраль — теплоелектроцентраль, є другим найбільшим виробником електроенергії у Черкаській області після Канівської ГЕС. Станом на 2010 рік встановлена електрична потужність становить 230 МВт. ТЕЦ постачає тепло та електроенергію промисловим споживачам, а також більшості населення міста Черкаси. Є відокремленим підрозділом ВАТ «Черкаське хімволокно».

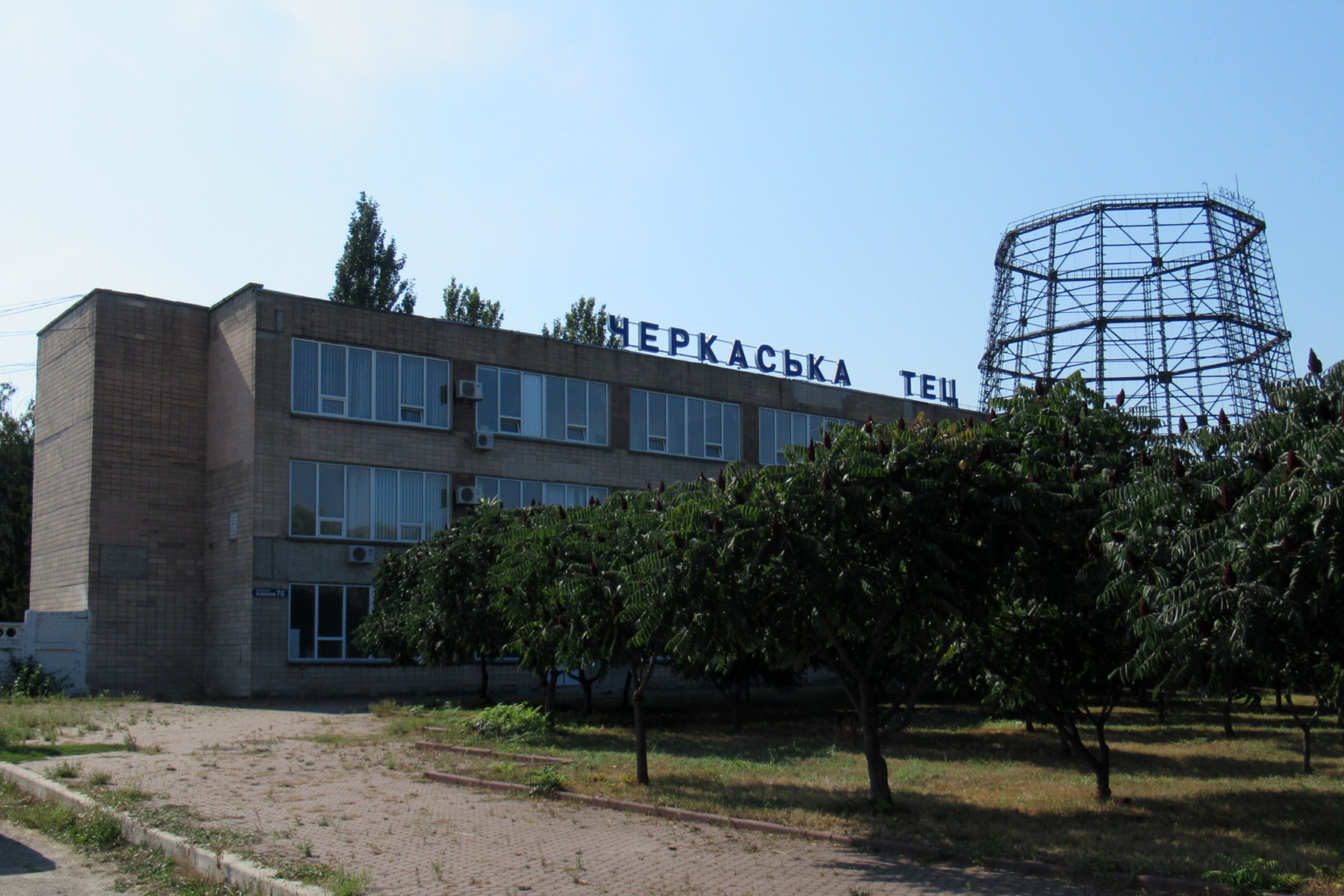
управління ТЕЦ

Черкаська теплоелектроцентраль розташована у південно-східній частині міста, у промисловій зоні, на території 68 га колишнього заводу хімічних волокон. На станції встановлено 14 котельних агрегатів (9 силових та 5 водогрійних), об'єднаних у технологічні блоки. 9 котлоагрегатів розподілені на двох чергах — 4 котли на першій черзі і 5 на другій. Кожна черга має окремо свою димову трубу — № 1 і № 2 заввишки по 180 м.
Перша черга централі була призначена для покриття теплових і електричних навантажень заводу «Черкаське хімволокно» й була запрограмована і побудована по традиційній схемі з використанням традиційного обладнання: 4 енергетичні газові котли і турбіни — конденсаційна (з промисловим і теплофікаційним відборами) і турбіна з протитиском. На початку XXI століття котли переобладнані таким чином, що можуть працювати на природному газі, вугіллі і на мазуті за необхідністю. 2013 року 75% акцій ТЕЦ придбала київська компанія «ТехНова» у компанії з Кіпру Oriposto Holdings Limited (11,977%), Zondrioti Holdings Limited (19,00007%), Marettimo Holdings Limited (22,4379%) та Pevoz Enterprises Limited (21,58486%). Дозвіл на це дав Антимонопольний комітет України у січні 2013 року. 10,29% акцій компанії належать швейцарській компанії BT Bautex AG.
Друга черга будувалась для реалізації задач не тільки тепло- і енергозабезпечення міста, але і для збагачення леткої золи сполуками германію для наступного промислового вилучення їх із золи і переробкою в германій, що використовується в напівпровідниковій техніці. Для реалізації цієї мети була використана схема спалювання твердого палива в циклонних передтопках котлів БКЗ-220-100ГЦ. Для очищення димових газів діють 15 установок. Основне газоочисне обладнання включає труби Вентурі та мультициклони. 2006 року Черкаська ТЕЦ практично відмовилась від використання природного газу, здійснивши перехід на використання кам'яного вугілля. 2008 року на ТЕЦ встановили сучасну охолоджувальну систему для технічної води — градирню. Агрегат заввишки 54 м виготовили у Чехії. Сучасне устаткування ефективно охолоджує технічну воду для вироблення теплової та електричної енергії.
Черкаська ТЕЦ містить у собі такі структурні підрозділи: керування, паливно-транспортний цех, котло-турбінний цех, електроцех, хімічний цех, цех теплової автоматики й вимірів, об'єднаний ремонтний цех, ремонтно-будівельний цех, ремонтно-механічний цех, транспортну ділянку, котельню припортового району, їдальню та допоміжні служби (ЖКО турбази, пральню, зелене господарство).